# Wapen van Polderdistrict Rijn en IJssel

Het wapen van het polderdistrict Rijn en IJssel

Het wapen van Polderdistrict Rijn en IJssel werd op 1 december 1971 per Koninklijk Besluit aan het Polderdistrict Rijn en IJssel toegekend. Het wapen bleef in gebruik tot 1997, dat jaar ging het Polderdistrict Rijn en IJssel op in het waterschap Rijn en IJssel. Doordat dit waterschap geen wapen voert is het wapen van Rijn en IJssel niet langer in gebruik.

## Blazoenering
De blazoenering van het wapen luidde als volgt:
Golvend gekeperd van acht stukken, zilver en azuur; een hartschild van keel met een beurtelings gekanteelde dwarsbalk van zilver en een versmalde zoom van goud. Het schild gedekt met een gouden kroon van drie bladeren en twee parels.
Het schild bestaat uit acht gegolfde kepers (chevrons) afwisselend zilver en blauw van kleur. In het midden van het wapen is een hartschild geplaatst, dit is rood van kleur met daarop een zilveren, aan weerszijden gekanteelde dwarsbalk. Het hartschild heeft een gouden schildzoom. Het wapen zelf is gekroond met een gravenkroon.

## Symboliek
De acht gegolfde kepers staan symbool voor de dijkdoorbraken, en de daarop volgende overstromingen, die in het gebied plaats hebben gevonden. Het hartschild is afgeleid van het wapen van de familie Van Hugenpoth. Een voormalige dijkgraaf behoorde tot deze familie: Godefridus Franciscus baron van Hugenpoth. Als dijkgraaf heeft hij ervoor gezorgd dat dijken versterkt werden, daarnaast heeft hij ook andere beveiligingen gerealiseerd. De gouden rand om het hartschild symboliseert de hoge kosten die met de beveiligingen en dijkversterkingen gepaard gingen.

## Vergelijkbare wapens

Van Hugenpoth wapen.

Arkemheen ·
Baakse Beek · 
Barneveldse Beek · 
Berkel ·
Beneden Linge · 
Betuwe ·
Bommelerwaard ·
Bommelerwaard boven de meidijk ·
Brummen-Voorst ·
Buren ·
Groot Maas en Waal ·
Hattem ·
Lek en Linge ·
Neder Betuwe ·
Rijk van Nijmegen · 
Noord-Veluwe · 
Noord West Veluwe · 
Ooij · 
Oost Veluwe ·
Over-Betuwe ·
Oude IJssel ·
polder Veluwe · 
Regge en Dintel ·
Rijk van Nijmegen en Maas en Waal ·
Rijn en IJssel · 
Tieler- en Culemborgerwaarden · 
Tielerwaard · 
Vallei en Eem · 
Veluwe · 
Veluwe (zuiveringsschap) · 
Oostelijk Gelderland